# Ben Elton
Benjamin "Ben" Elton, född 3 maj 1959 i Catford, Lewisham, London, är en brittisk komiker och författare. 
Som den yngste av fyra barn föddes han i Catford i sydöstra London i en invandrarfamilj med akademisk bakgrund, som 1938 flytt till England för att komma undan nazisternas antisemitism. Han studerade vid Godalming Grammar School, och aktiverade sig samtidigt i amatörteatersällskap. Vid 15 års ålder skrev han sin första pjäs. År 1977 fortsatte han med högre dramastudier vid Manchesters universitet och tog sin examen 1980.
Efter att ha avslutat sina studier fick han genom kontakter från universitetet ståupp-jobb på The Comedy Club i London. Ungefär vid samma tid började han skriva manus för TV-serier och karriären tog fart.
Numera bor han i Notting Hill med sin hustru Sophie Gare, som han träffade under en turné i Australien. 

## TV
- 1982 – The Young Ones (medförfattare)
- 1982-83 – Alfresco
- 1985 – Filthy Rich & Catflap
- 1985 – Happy families
- 1987-90 – Blackadder (tillsammans med Richard Curtis)
- 1995-1996 – Mitt liv som snut
- 2016–2018 – Att vara eller inte vara Shakespeare (TV-serie)

## Böcker
- 1989 – Kampen mot Stark (originaltitel Stark)
- 1991 – Gridlock
- 1993 – This Other Eden
- 1996 – Popcorn
- 1998 – Nattgästen (originaltitel Blast From the Past)
- 1999 – Fruktlösa försök (originaltitel Inconceivable)
- 2001 – Dödskänd (originaltitel Dead Famous)
- 2002 – High Society
- 2004 – Past Mortem
- 2005 – The First Casualty
- 2006 – Chart Throb
- 2007 – Blind Faith
- 2009 – Härdsmälta (originaltitel Meltdown)

## Film
Ben Elton gjorde ett kort framträdande tillsammans med Michael Keaton i Kenneth Branaghs film Mycket väsen för ingenting 1993.
Bakom kameran skrev och regisserade Elton filmversionen av sin roman Inconceivable (Fruktlösa försök), som han kallade Maybe Baby (2000).

## Musikal
- The Beautiful Game – tillsammans med Andrew Lloyd Webber.
- We Will Rock You – tillsammans med Queen.
- Tonight's the night – tillsammans med Rod Stewart.

## Priser och utmärkelser
- The Gold Dagger 1996 för Popcorn
- The Martin Beck Award 2003 för Dödskänd